# Filip Jan Libiszowski
Filip Nereusz Libiszowski herbu Wieniawa (ur. 1744, zm. 31 lipca 1828 w Wierzchowisku, parafii Bedlno) – podpułkownik wojsk koronnych w 1773 roku, konsyliarz województwa sandomierskiego w konfederacji targowickiej.